# 로켓

로버트 고다드와 그의 첫 액체연료 로켓

로켓(영어: rocket)은 로켓엔진의 도움으로 추력을 얻는 미사일, 우주선, 항공기 또는 다른 운송수단(vehicle)이다. 배출 가스를 빠르게 분사시켜 그 반작용으로 추력을 얻는 비행체를 말한다. 종종 로켓은 '로켓 엔진'을 지칭하는 말로도 쓰이며 군사적으로는 탄두를 싣고 적의 주요 건물, 기지 등을 타격하기 위해 발사하는 미사일 중 고체 추진제를 사용하고 비유도 방식의 미사일에 한정하여 사용하기도 한다.
로켓이 다른 제트 엔진에 비해 유리한 점은 배출 가스의 속도와 크기가 크기 때문에 고속에 유리하다는 것이다. 마하 10 이상이면 로켓이 운용할 수 있는 유리한 추진 방법이고 지구 궤도 속도(마하 25)에 이를 수 있는 방법은 현실적으로 로켓이 유일하다. 또한 로켓만이 가지는 장점으로는 산소가 없는 곳에서 작동이 가능하다는 것이다. 로켓은 대기권 밖에서 운용할 때 산화제를 함께 적재하여 추진제를 연소시킨다.
로켓이 낼 수 있는 속도는 로켓 방정식으로 계산할 수 있다. 이 식을 통해 배출 가스 속도에 대한 속도 차이(delta-v)와 초기 중량과 최종 중량의 비(mass ratio)를 구할 수 있다. 이 두 가지 값은 로켓의 제원이나 기술을 서술할 때 자료로써 자주 사용된다.
로켓은 가속뿐 아니라 궤도 변경, 재진입과 착륙을 위한 궤도이탈, 공기가 없는 곳에서 착륙시 감속을 위한 용도로도 쓰인다.

## 역사

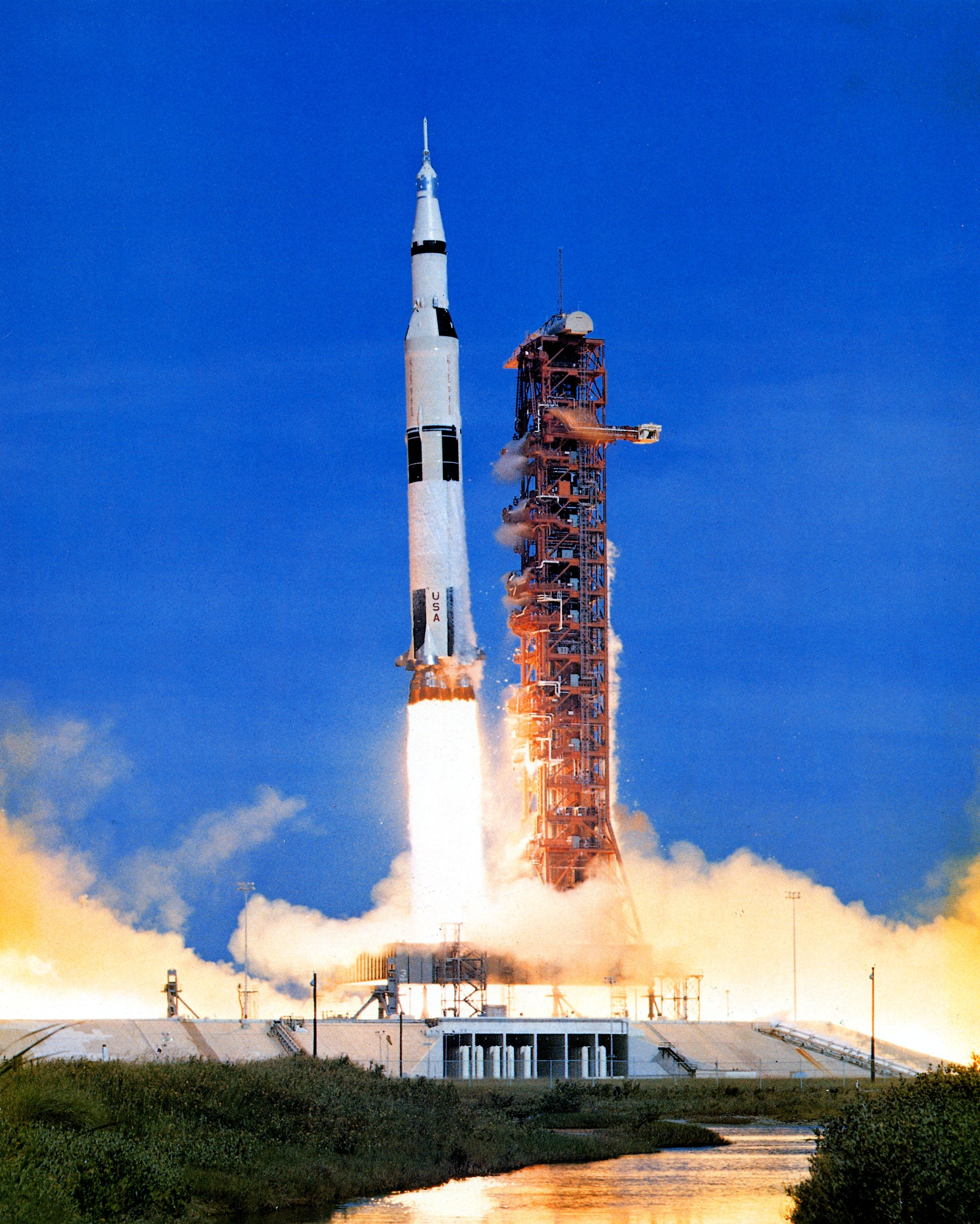
아폴로 15호의 이륙

중국은 오래전에 화약을 발명하여 포와 폭탄을 만들어 사용하였다. 원래는 종교적 목적에서 숭배의식의 하나로 사용되었으나 점차 군사적 목적으로 이용되었고 불꽃놀이에도 사용되었다. 10세기경에 이르면 화약은 본격적으로 전쟁에 사용되어 포격전이 벌어지기도 하였다. 16세기에는 임진왜란에서 조선이 개발한 세계최초의 다연장 로켓인 신기전이 실전에 사용되었다. 대신기전은 현대의 탄도미사일과 같은 원리였으며 산화 신기전은 세계 최초의 2단 로켓이였다.
로켓 기술이 유럽에 전해진 것은 몽골에 의해서였다. 몽골군은 중국 송나라를 정복하면서 화약 기술을 습득하였고 중국 기술자를 몽골군의 용병으로 참가시켜 유럽 정복에 활용하였다. 몽골이 유럽을 침범하여 로켓이 유럽에 알려진 이후에도 한동안 유럽인들에게는 신기한 것에 불과하였다. 그러다가 폴란드-리투아니아 연방 귀족인 카지미에쉬 세메노비치(Kazimierz Siemienowicz)가 《포격전의 대기술(Artis Magnae Artilleriae pars prima)》을 저술했고 한동안 이 책은 유럽에서 포격전의 기본 매뉴얼이 되었다. 이책은 로켓, 포, 불꽃놀이 기구 제작에 이르기까지 기본 설계 방법을 제공하였다.
18세기 인도에서 벌어진 마이소르-영국 전쟁에서 철제로켓이 성공적으로 사용된다. 이후 영국은 19세기 동안 로켓을 개발 사용하였으며 이 시대에 인물로 윌리암 컨그래브가 있다. 이 때부터 로켓은 군사적으로 많이 사용하게 되고 1814년 볼티모어 전투에서는 포트 맥헨리를 공격하는 데 영국의 로켓함 Erebus가 사용되었는데 미국 국가에 나오는 'rocket's red glare'가 바로 이것이다.
군사적 사용이 많아지던 이 시기의 로켓은 정확도가 떨어졌다. 수평유지장치도 없었고 스핀도 없었으며 진로를 벗어나는 경우가 많았다. 이 문제를 해결하기 위해 컨그레브 로켓은 고리에 긴 막대를 붙여 진로를 벗어나는 것을 방지했다.
1903년에 고등학교 수학 교사였던 콘스탄틴 치올콥스키(Konstantin Tsiolkovsky)가 《반작용 모터를 이용한 우주 공간 탐험(Исследование мировых пространств реактивными приборами)》을 발간했다. 우주여행에 관한 과학저작물로는 최초로 평가되는 이책을 통해 치올콥스키 로켓 방정식-로켓 추진 이론의 기본 방정식-이 나왔다.
초기의 로켓은 열 에너지가 배기구로 배출되면서 효율이 매우 나빴다. 현대의 로켓은 로버트 고다드(Robert Goddard)가 초음속 노즐을 로켓 엔진의 연소실에 부착하면서 개념을 정립했다. 노즐이 연소실의 뜨거운 가스를 제트기류로 분출하면서 2배의 추력을 내었고 효율이 향상되었다.
1923년에 헤르만 오베르트(Hermann Oberth)는 거절당한 박사학위 논문 《행성사이로의 로켓(Die Rakete zu den planeten raumen)》을 출판했다. 이 책은 전 세계의 주목을 받게 되었고 로켓에 대한 관심이 높아지는 계기가 되었다.
1931년에서 1937년 동안에 로켓에 관한 과학적 성과가 레닌그라드 기체 역학 실험실(Gas Dynamics Laboratory)에서 이루어졌다. 자금과 인력을 제공받으며 100여개의 실험용 엔진을 발렌틴 글류스코(Valentin Glushko)의 지도아래 제작되었다.

## 구성 요소

### 기계적 요소
로켓은 추진 연료와 추진 연료를 저장할 곳(추진연료탱크와 같은 곳), 노즐로 구성되어 있다. 이는 또한 1개나 그 이상의 로켓 엔진, 방향 안정 장치(vernier engine, fin, 추력 방향 제어와 gyroscope를 위한 엔진 짐발과 같은 것)와 이 부품들을 모두 받쳐주는 구조물(전형적으로 monocoque가 쓰인다)을 가지고 있다. 또한 로켓은 대기에서 높은 속도를 내기 위해 보통 탑재 장비를 싣는 nose cone(로켓, 항공기 등의 원추형 앞부분)과 같은 공기역학적인 유선형 몸체로 설계된다.
게다가 로켓은 위의 부품에 더하여 날개(로켓 비행기에 쓰인다), 낙하산, 바퀴(로켓 자동차에 쓰인다) 심지어 사람과 같은 다른 요소도 실을 수 있다. 또한 이 같은 운송 수단은 ‘전형적으로 인공위성 조종과 inertial navigation system에 사용되는’ 네비게이션 시스템과 유도 장치를 자주 소유하고는 한다.

### 디자인적 요소
로켓 디자인은 화약으로 가득 찬 판지 튜브만큼 쉬울 수 있다. 하지만 더 효율적이고 정확한 로켓이나 미사일을 제작하는 일은 많은 다른 문제들을 극복하는 것을 수반한다. 가장 큰 문제는 연료를 펌프하는 우지방향을 통제하고 수정하는 연소실을 냉각시키는 일을 포함한다.

## 연료의 분류

### 고체 연료와 액체 연료
고체연료는 연료와 산화제를 섞어 응고시킨 연료를 연소시키는 시스템으로 적은 수의 구조 부품으로도 커다란 추진력을 낼 수 있다. 하지만 불이 붙으면 연소를 멈출 수 없어 정확한 제어 컨트롤이 어렵다는 단점이 있다. 또한 연료가 연소할 때 발생하는 고온과 고압을 견뎌내도록 로켓 전체를 견고하게 제작해야 하기 때문에 무게가 많이 나간다.
액체 연료는 연료와 산화제를 개별 탱크에 분리해서 넣은 다음 연료실에서 둘을 혼합해 연소시키는 시스템이다. 따라서 연소 상태 제어가 비교적 용이하고 정확한 추진력 조정이 가능하다. 구조가 다소 복잡하다는 흠이 있지만 일단 붙이 붙으면 연소를 멈출 수 없는 고체연료 로켓과 달리 점화와 소화를 반복할 수 있다. 덕분에 발사 전 단계에서 연소 실험을 반복해 성능과 확실성을 함께 높일 기회가 있다.
현재 각 국가에서 발사되는 대형 로켓은 거의 대부분 액체연료를 사용한다. 이는 로켓의 대량생산이 용이해 같은 기종을 여러 대 제작하면서 신뢰성과 제품의 균일도를 높일 수 있고, 그 과정에서 제조비를 낮추어 경제적 이점을 취할 수 있다. 예를 들어 미국의 대표적인 로켓 기업 Space X의 Falcon 1호를 비롯해 대부분의 로켓들은 모두 액체연료 방식으로 설계되었다. 몇몇의 로켓은 ‘증기 로켓, 태양열 로켓, 핵열 로켓 엔진’ 또는 ‘물로켓, 저온가스분출기와 같은 단순한 압력 로켓’ 등의 화학적 반작용을 이용한 추진연료보다 다른 source로부터 공급받는 열과 압력을 이용한다.

## 종류

### 추력에 따른 분류

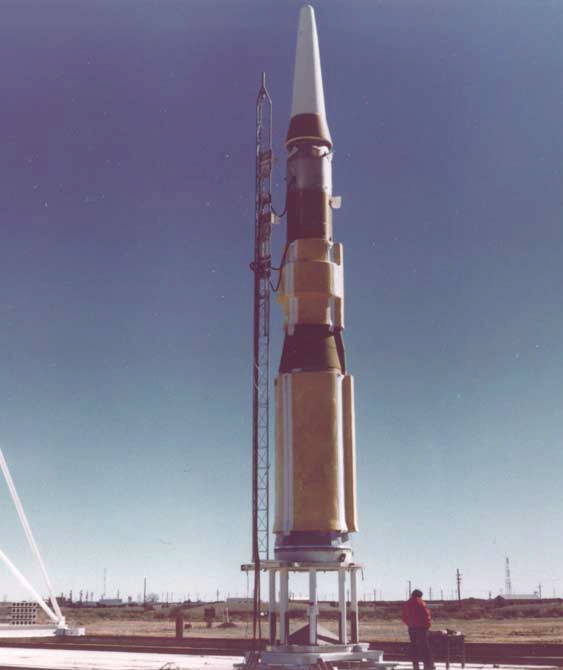
지지대에 고정되어 있는 로켓

로켓은 추력을 얻는 방식에 따라 ‘화학추진방식’과 ‘비화학추진방식’으로 크게 구분할 수 있으며 이 둘을 함께 사용하는 경우도 있다.

#### 화학 추진 방식
화학추진방식의 경우, 에너지원으로 추진제(propellant)와 산화제(oxidizer)를 같이 싣고 있으며, 이를 연소실(chamber) 내에서 연소시켜 배출 가스를 노즐(nozzle)을 통해 초음속으로 배출함으로써 그 반작용으로 기체를 가속한다.
그러나 화학추진방식 로켓은 타 로켓보다 많은 양의 연료가 필요해 최근 이온로켓, 광자로켓 등 다양한 로켓 등이 개발 되고 있다.

#### 비화학추진방식
비화학 추진방식으로는 전기추진로켓, 증기 추진 로켓(steam powered rocket)이나 핵열 로켓(핵 추진 로켓, nuclear powered rocket)도 있다.
전기추진로켓은 에너지원으로 전기를 사용하며 이를 얻는 방법에 따라 다시 태양전지, 원자력발전 등으로 구분할 수 있다.
증기 추진 로켓은 과열 증기를 분사하여 추력을 얻으며 추진제인 물이 구하기 쉽고 안전하다는 장점이 있는 반면 효율이 낮다. 핵 추진 로켓은 냉전 기간 중 미국에서 대륙간 탄도 미사일(ICBM)용으로 연구하였으나 화학추진로켓이 목적하는 성능을 달성하면서 계획이 포기되었다. 비화학 추진방식은 화학추진로켓에 비하여 얻을 수 있는 추력이 매우 낮아 실용화 되지는 않았지만 최근에 일부 우주선에 쓰이고 있다.
실용적인 면에서 로켓으로는 적당하지 않지만 학습용으로 물로켓(bottle rocket) 이 사용된다.

### 추진제에 따른 분류
로켓은 현재까지는 연소화학 반응을 추력발생원으로 하는 화학로켓이 주(主)이며, 추진약의 상태에 따라 다음의 세 가지으로 나뉜다.

#### 고체로켓
고체추진약을 사용한다. 연소실은 동시에 추진약의 창고가 되며, 구조가 간단하다. 연소가 균일하고 신속하게 전해지도록 추진약 내부에 적당한 형상의 공동(空洞)을 만들어 둔다. 공동의 형태는 연소가 진행되더라도 연소면적이 거의 달라지지 않도록 설계한다. 내부 온도는 2,500~3,000℃, 압력은 40~50기압이 된다. 장점으로는 구조가 간단하고 부품수가 적으며 취급이 용이하고 추진제를 충전한 채로 장기보존이 가능하며, 필요하면 즉시 발사할 수 있고 초속도(初速度)가 크다는 것을 들 수 있다.
액체로켓에 비해 일반적으로 비추력이 낮고 연소중단이나 추진력방향의 제어가 어려운 등의 단점이 있다.

#### 액체로켓
추진약은 액체이며, 로켓모터, 추진약의 탱크와 공급장치, 제어장치 등으로 구성된다. 보통 연료와 산화제를 각각 별개의 탱크에 저장해 두었다가, 펌프 또는 가스의 압력에 의하여 고압의 연소실로 강제적으로 보내어 연소시킨다. 각종 제어장치에서 필요에 따라 추진약의 공급을 조절하고, 이로써 추진력을 제어한다. 그 때문에 고체로켓에 비해서 구조는 복잡하다.
가스가압식은 구조가 간단하고 경량이지만 일반적으로 가스압력이 낮고 지속시간이 짧으므로 추진약의 유량이 제한되며, 큰 추진력은 내지 못한다. 또 추진약 용기는 압력에 견딜 수 있어야 한다.
대형로켓은 대부분 펌프가압식을 채용하고 있다. 펌프는 다른 계통의 가스 발생 장치로부터 분출되는 가스에 의해서 터빈을 돌려서 구동한다.
특별한 경우로서, 연료와 산화제의 양쪽 성질을 가진 단일한 추진약을 촉매 등으로 분해하고 연소시키는 방법이 있다. 구조는 간단하나 추진력이 작고, 보조제어용이라든가 가스발생용 등으로 쓰인다.

#### 혼합로켓
하이브리드엔진(hybrid engine)이라고도 한다. 고체추진약에다 액체의 산화제(과산화수소·액체산소 등)를 부어넣어서 연소시킨다. 고체만에 의한 것보다 성능이 좋고 또 제어될 수 있다.

## 로켓의 추력

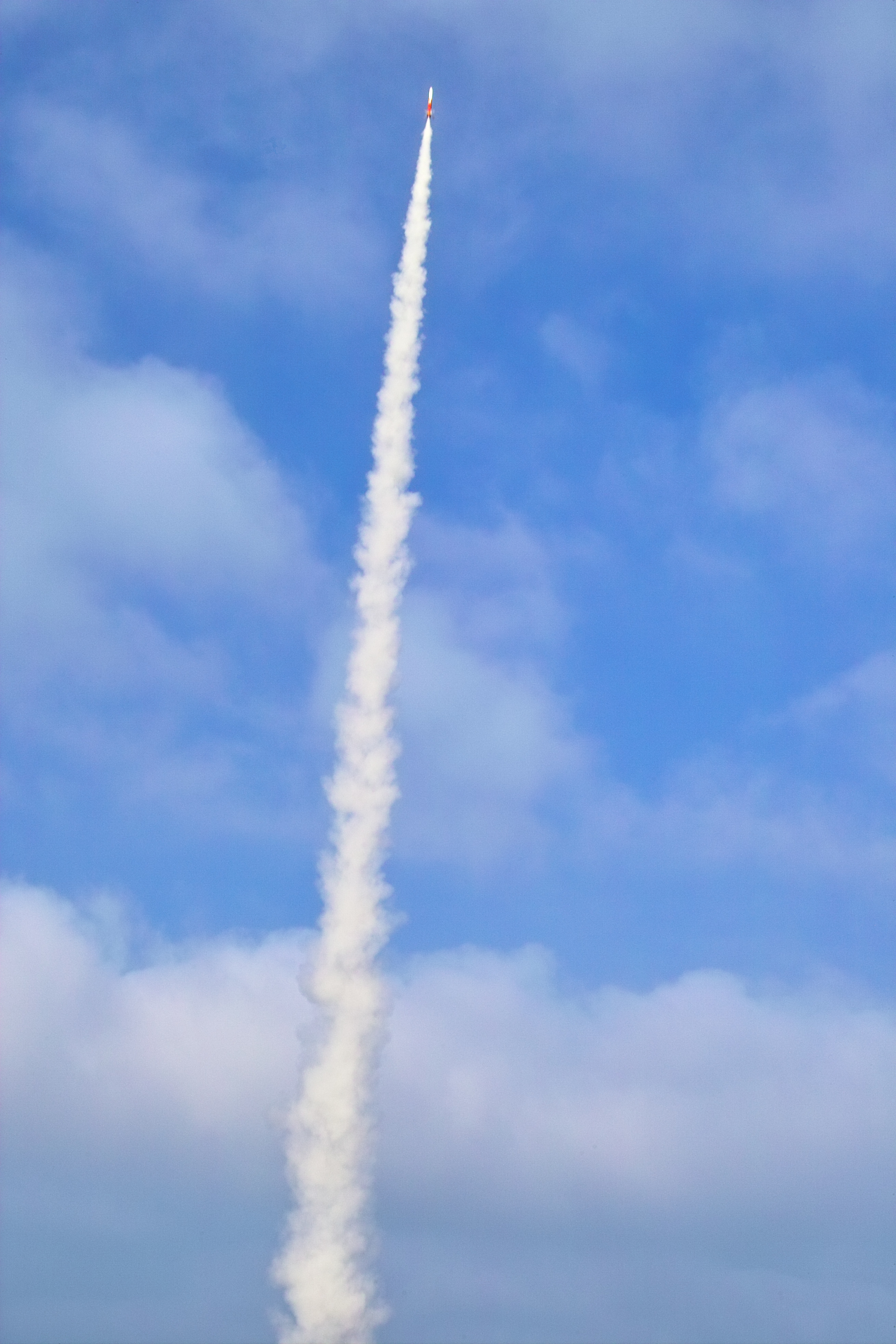
날아가고 있는 로켓

다음은 로켓의 추력을 근사적으로 계산하는 공식이다:
{\displaystyle F_{g}={\dot {m}}\;V_{e}+A_{e}(P_{e}-P_{amb})}
여기서:
{\displaystyle {\dot {m}}=\,}배기가스 질량의 시간변화율
{\displaystyle V_{e}=\,}배기구 단면의 제트 속도
{\displaystyle A_{e}=\,}배기구 단면의 면적
{\displaystyle P_{e}=\,}배기구 단면의 정압(static pressure)
{\displaystyle P_{amb}=\,}대기압
로켓은 제트 엔진과 다르게 공기 흡입구가 없기 때문에 전체 추력을 감소시키는 램 저항이 없다. 따라서 로켓 엔진의 순 추력은 그 로켓의 추력이 된다.
항{\displaystyle {\dot {m}}\;V_{e}\,} 은 로켓 엔진의 실제 추력을 나타내는 항으로 항상 일정한 추력을 갖고
항{\displaystyle A_{e}(p_{e}-p_{amb})\,} 은 실제 운동량으로 나타나는 로켓의 추력이다.
이것은 대기압이 감소할수록 실제 추력은 증가함을 의미한다. 고도가 높아짐에 따라 대기압은 감소하고 로켓 엔진의 실제 추력은 변함이 없음에도 로켓은 더 빠르게 가속하게 된다.
이것은 우주 공간에서 적용하면 다음과 같이 간단히 적용할 수 있다.
{\displaystyle F_{g}={\dot {m}}.V_{e(vac)}+A_{e}P_{e}}
여기서:
{\displaystyle V_{e(vac)}=\,} 로켓엔진의 실제 배기 속도

## 발전방향
- 핵열 로켓은 이미 냉전기간 중 개발이 시작되어 상당한 성과가 있었다. 미래 행성간 우주선 추진용으로 다시 사용하기 위해 개발 중이다.
- 태양열 추진 로켓은 열원으로서 태양열을 사용하는 방식이다. 우주 공간에서 얻을 수 있는 에너지원으로 가장 합리적으로 생각되지만 효율면에서 핵추진보다는 못한 것이 단점이다. 이 방식은 우주로 연료를 싣고 가지 않아도 되고 핵으로 인한 안전 문제로부터 자유롭다는 장점이 있어서 연구 중이다.
- 그 밖에 논의되고 있는 로켓은 Neofuel 등이 있다. 개발 중이다.

## 같이 보기
- 로봇
- 다단 로켓(en:Multistage rocket, 스텝 로켓/step rocket)
- 핵열 로켓
- 원자력 펄스 로켓
- 태양열 추진 로켓
- 로켓 목록
- 제트 엔진
- 사운딩 로켓
- 미사일
- 이온 드라이브(이온 스러스터, 이온 엔진)